# Chidher Grün
Die literarische Figur des Chidher Grün ist eine Verkörperung des unsterblichen, unsteten, ewigen Wanderers. Der Name Chidher wurde von Friedrich Rückert geprägt. Da in frühen Fassungen auf "Ahasvar, der ewige Jude" angespielt wird, liegt es nahe, in dieser Figur eine Variation auf die (antisemitische) Ahasver-Figur zu sehen. Allerdings ist in dem angesprochenen Gedicht von Rückert keine Rede von antisemitischen Ausfällen, sondern Chidher ist bloß ein "ewig junger" Wanderer. Eigentliches Vorbild ist die islamische Mythengestalt al-Chidr („der Grüne“). 1916 hat Gustav Meyrink die Figur des Chidher in sein okkultistisches  Weltbild eingefügt. Bei ihm bedeutet Chidher Grün die Vereinigung des Männlichen und Weiblichen im kabbalistischen Baum des Lebens.
Möglicherweise kann man auch in "Haroun Childerich Eggeberth", einer der Deutungen des Akronyms HCE aus James Joyce’ Finnegans Wake eine Anspielung auf Chidher Grün sehen.

## Künstlerische Verarbeitungen
- Friedrich Rückert hat eine Ballade mit dem Titel Chidher.
- Gustav Meyrink hat sich in seinem 1916 erschienenen Roman Das grüne Gesicht mit Chidher Grün auseinandergesetzt.[1]
- Johannes Lebek hat die Ballade von Friedrich Rückert illustriert.[2]
- Von HR Gigers Gemälde Die gekreuzigte Schlange wird ebenfalls so genannt.